# Kokkola vasútállomás
Kokkola vasútállomás Finnországban, Kokkola településen található.

## Vasútvonalak
Az állomást az alábbi vasútvonalak érintik:
- Seinäjoki–Oulu-vasútvonal
- Kokkola–Ykspihlaja-vasútvonal

## Kapcsolódó állomások
A vasútállomáshoz az alábbi állomások vannak a legközelebb: